# Этзель, Грегуар
Грегуар Этзель (фр. Grégoire Hetzel; род. 1972, Париж, Франция) — французский композитор, писатель.

## Биография
Родился в 1972 году в Париже. Музыкальное образование получил в Парижской консерватории. В 2003 году опубликовал свой первый роман «Зеленый рай» (фр. Le Vert paradis), который вышел в издательстве «Галлимар».
В кино Грегуар Этзель написал оригинальную музыку к фильмам режиссёров Эммануэль Бурдье, Матьё Амальрика, Арно Деплешена и Катрин Корсини. В 2011 году за музыку к ленте «Дерево» был номинирован на соискание премии «Сезар» за лучшую оригинальную музыку к фильму. В 2016 году номинирован на эту же награду за саундтрек к фильму Арно Деплешена «Три воспоминания моей юности». В этом же году получил награду премии «Люмьер» за оригинальные саундтреки сразу двух фильмов «Три воспоминания моей юности» и «Наше лето».
В 2012—2013 годах Грегуар Этзель написал в сотрудничестве с писателем Камилем де Толедо оперу «Падение Фукуямы» (фр. La Chute de Fukuyama).